# Athy
Athy (iriska: Baile Átha Í) är en stad i grevskapet Kildare i Republiken Irland, cirka 60 kilometer sydväst om huvudstaden Dublin. Tätorten (settlement) Athy hade 9 677 invånare vid folkräkningen 2016.